# 광양청역
광양청역(중국어: 广阳城站)은 중화인민공화국 베이징시 팡산구 궁첸 가도 남광양청 마을 광양 중로·창위 북대가·창위 대가 교차로 남측에 위치한 베이징 지하철 팡산선의 지하철역으로, 2010년 12월 30일에 팡산선 개통과 함께 개장하였다.

## 위치 및 구조
이 역은 베이징시 팡산구 창양로, 창위 북대가, 창위 대가가 교차하는 남쪽에 위치하며, 광양청과 가까운 곳에 있어 제정되었다.

## 역 구조

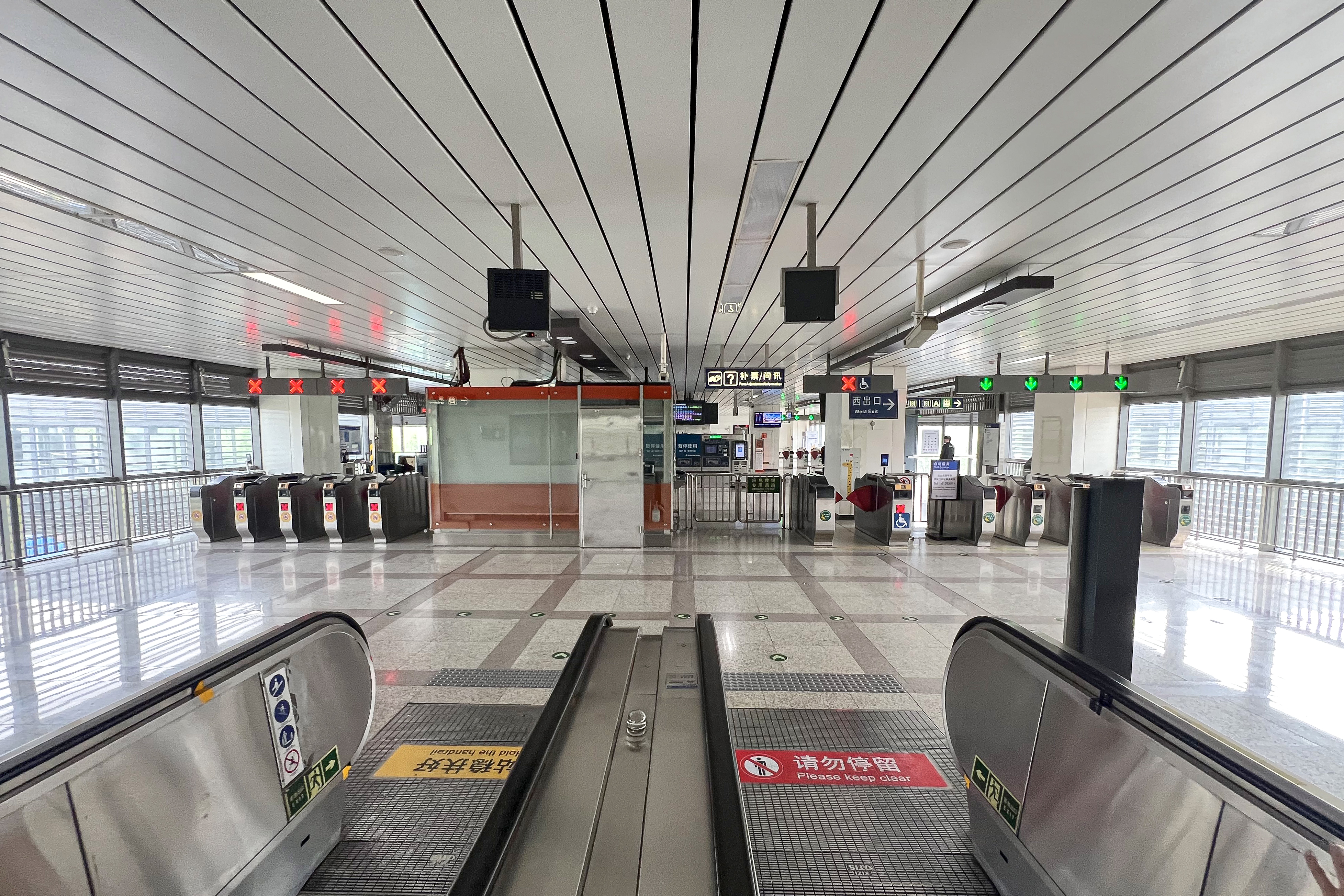
대합실

이 역은 섬식 승강장 설계를 갖춘 고가역이다. 출입구는 A1, A2(서), B1, B2(동)의 4개이다.

### 층별 구조
| 3층 승강장    | ←                                 | ■ 팡산선 일반 구간 열차 둥관터우난 방면 / 직통 열차 국가도서관 방면 (■ 9호선) (리바팡) |
| 3층 승강장    | 섬식 승강장, 오른쪽 출입문이 열림 |                                                                                        |
| 3층 승강장    | →                                 | ■ 팡산선 옌춘 동 방면 (량샹다쉐청베이)                                                 |
| 2층 대합실 층 | 대합실                            | 고객센터, 자동 발매기, 출입 게이트                                                     |
| 지면층        | 출입구                            | A－B출입구                                                                             |

## 출입구
|                         |                         |                                                             |      |             |
| 출구                    | 지시                    | 출구 인근                                                   | 사진 | 무장애 시설 |
| 出口 · A · 1            | 창위 대가(长于大街)     | 창양 농장 가속원(长阳农场家属院)                            |      |             |
| 出口 · A · 2            | 창위 북대가(长于北大街) | 창양로(长阳路), 광양청 신구(广阳城新区), 비보위안(碧波园)   |      | 빈칸        |
| 出口 · B · 1            | 창위 북대가(长于北大街) | 창양로(长阳路), 팡산신청 수변삼림공원(房山新城滨水森林公园) |      |             |
| 出口 · B · 2            | 창위 대가(长于大街)     |                                                             |      | 빈칸        |
| 아이콘 설명: 엘리베이터 |                         |                                                             |      |             |